# Sucker (Lied)
Sucker ist die erste Singleauskopplung aus dem fünften Studioalbum Happiness Begins der Jonas Brothers. Sie bildet den Beginn ihres Comebacks im Jahr 2019 und wurde vor dem Album am 1. März 2019 veröffentlicht, sechs Jahre nach ihrer letzten Single First Time im Jahr 2013. Die Single erreichte das erste Mal für die Jonas Brothers den ersten Platz in den Charts der nordamerikanischen Staaten und anderer weltweit.
Besondere Aufmerksamkeit erhielt der Auftritt der berühmten Lebensgefährtinnen der Brüder – Danielle Jonas, Priyanka Chopra und Sophie Turner – in dem zugehörigen Musikvideo, das bei den MTV Video Music Awards 2019 ausgezeichnet wurde.

## Hintergrund

### Entstehung
Im Juli 2018 kam es während der Arbeit an der Dokumentation Chasing Happiness zur Wiedervereinigung der Band unter dem Label Republic Records. Dessen A&R-Managerin Wendy Goldstein kontaktierte, um einen neuen und verbesserten Sound für die Band zu finden, die Musikproduzenten und Songwriter Ryan Tedder, Greg Kurstin und Justin Tranter. Bei der Suche nach der ersten Single für das Album erinnerte Tedder sich an den Song Sucker, den er mit Louis Bell und Frank Dukes geschrieben hatte. Bell habe gesagt: „Wäre es nicht großartig, wenn die Jonas Brothers zurückkämen? Das wäre ein Hit.“ Als der Song Max Martin vorgespielt wurde, sagte dieser bereits nach 20 Sekunden: „Wollt ihr mich auf den Arm nehmen? Heilige Scheiße!“

### Veröffentlichung
Das Comeback und die Single wurden im Vorhinein fast gar nicht beworben. Erst am 28. Februar, einen Tag vor der Veröffentlichung am 1. März, verkündeten sie auf ihren Social-Media-Kanälen, die sie vorher bis dahin schwarz gefärbt hatten, die Single, indem sie das Coverbild inklusive Titel veröffentlichten und verrieten, sie werde um Mitternacht veröffentlicht. Zeitgleich mit der Single wurde das Musikvideo veröffentlicht. Monte Lipman, Gründer von Republic Records, schreibt viel des Erfolgs der Single diesem Überraschungseffekt zu: „Man gab niemandem die Möglichkeit, das Comeback vorauszuahnen und irgendwelche Schlüsse darüber zu ziehen.“

### Promotion und Live-Auftritte
Zur Promotion des Comebacks und der Single erschienen die Jonas Brothers ab dem 4. März eine Woche lang in der The Late Late Show with James Corden und nahmen an verschiedenen Segmenten teil, unter anderem bei Carpool Karaoke. James Corden veröffentlichte am 28. Februar als Trailer für die Jonas Brothers Week einen Clip dieses Segments mit einem Ausschnitt davon, wie sie zu viert Sucker singen. Am 7. März spielten sie in der Show den Song das erste Mal live im Fernsehen.
Weitere Auftritte folgten im Mai bei den Billboard Music Awards und bei Saturday Night Live. Außerdem waren sie mit diesem Song die ersten musikalischen Gäste zum Revival von All That am 15. Juni.
Am 30. Mai traten sie mit Sucker in der Live Lounge von BBC Radio 1 auf und spielten zusätzlich ein Cover von Lewis Capaldis Someone You Loved. Die Sängerin Halsey coverte bei ihrem Auftritt in der Live Lounge am 6. Juni wiederum Sucker in einer langsameren, jazzigen Akustikversion, die von den Jonas Brothers über Twitter Lob erhalten hat.

## Lied

### Stil
Sucker ist ein Pop-Funk-Song gehalten in Moll.
Die früher für die Band typischen Rock-Elemente sind zurückgeschraubt wie auch der wenige Instrumenteneinsatz, was mehr Fokus auf den Gesang legt. Diesen dominiert Nick in der Strophe und dem Refrain, etwa mit Falsett-Einlagen. Joe trägt den Pre-Chorus und beide harmonisieren in der Hookline. Daneben enthält das Arrangement des Liedes noch Details wie Klatschen, Pfeifen und ein Bass-Riff.

### Titel und Inhalt
Sucker, was häufig Trottel oder Ähnliches bedeutet, wird in dem Lied in dem mehrfach wiederholten Vers „I'm a sucker for you“ (deutsch etwa: „Ich habe eine Schwäche für dich“) verwendet, womit das Ich vermittelt, einer Person verfallen zu sein, weil es sie so mag und begehrt, dass es ihr nicht widerstehen kann. Das Ich folgt dem Du überallhin, auch durch die Dunkelheit, und sagt, sie passen besser zusammen als „birds of a feather“. Diese Phrase kommt aus dem Sprichwort „Birds of a feather flock together“ (wörtlich etwa „Vögel einer Art rotten sich zusammen“, deutsch etwa gleichbedeutend „Gleich und Gleich gesellt sich gern.“) und bezeichnet Leute gleichen Schlags. Neben der romantischen Stimmung solcher Bilder finden sich auch etwas dunklere Untertöne in problematischem oder exzentrischem Verhalten der Geliebten, über das durch die Gefühle aber hinweggesehen wird.

Im realen Kontext drücken die drei Brüder mit dem Lied ihre Anziehung und Vernarrtheit zu ihren Lebensgefährtinnen aus. So konkret wird auch der Vers „I'm feeling heat in December“ als bezogen auf Nicks Hochzeit mit Priyanka Chopra am 1. Dezember 2018 bezogen verstanden.

## Musikvideo

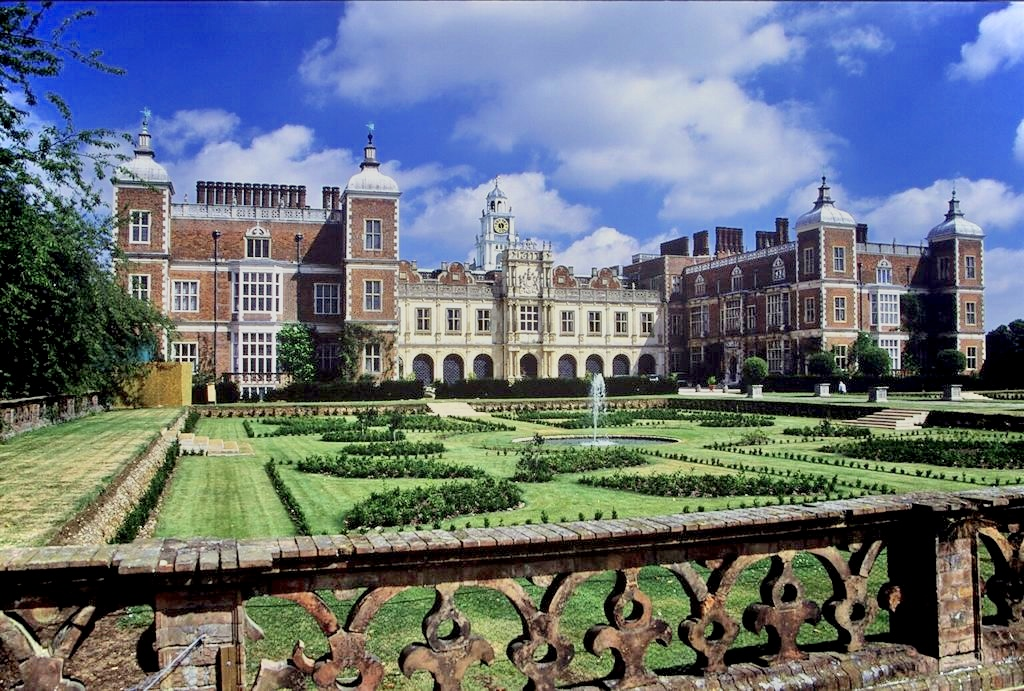
Hatfield House und Garten

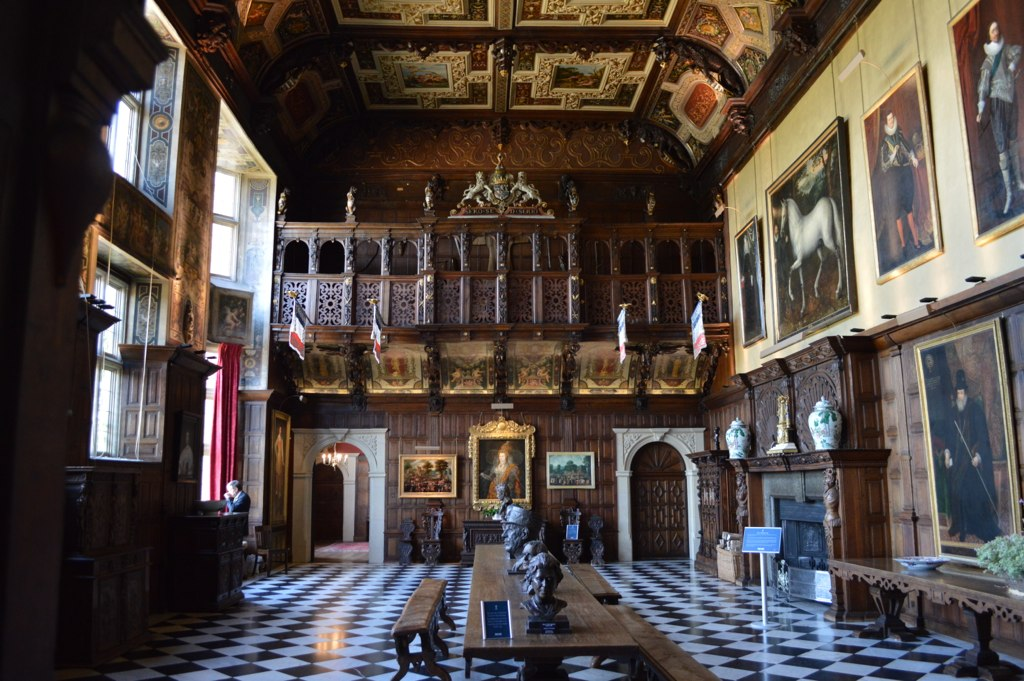
Marmorhalle des Hatfield House

Das Musikvideo wurde von Anthony Mandler gedreht und von Richard Fenton produziert und erschien zeitgleich zur Single am 1. März. Am 5. März erschien ein Director’s Cut und am 26. März ein „Behind the Scenes“-Video. Gedreht wurde das Video an einem Wochenende Mitte Februar.

Neben den drei Brüdern sind darin ihre Lebensgefährtinnen zu sehen: Kevins Frau Danielle Jonas, Nicks Frau Priyanka Chopra, Joes damalige Verlobte Sophie Turner (seit Mai 2019 verheiratet). Ausgestattet wurden diese von mehreren internationalen Modedesignern wie Giambattista Valli und Tomo Koizumi. Die drei Paare befinden sich auf dem Anwesen, dem Gebäude und Garten, des Hatfield House, wo Elisabeth I. aufwuchs, vor deren Porträt in der Marmorhalle die Band spielt. Eine Referenz auf die zur Zeit des Videos aktuelle britische Königin Elisabeth II. stellt dar, dass Danielle deren Lieblingshunderasse, Corgis, Gassi führt. Szenen wie eine Teeparty im Garten und ein Dinner im Gebäudesaal sowie weiße Kaninchen erinnern an Alice im Wunderland und The Favourite. Am Ende des Videos posieren die drei Paare in der Bibliothek für ein royales Gemälde.
Besonders der Einsatz der drei Frauen, die selbst bekannt sind und ihre Fans haben, in dem Musikvideo hat die Fans der Band begeistert wie auch die Presse und dem Song auf den ersten Platz geholfen. Das Musikvideo erreichte in der ersten Woche bereits über 45 Millionen Klicks und wurde bislang insgesamt über 200 Millionen Mal angeklickt (Stand: 7. September 2019).

### Coverbild
Ein Teil des Hatfield Houses ist auch auf dem Coverbild der Single zu sehen, auf dem die Brüder vor dem Eingang stehen, gekleidet in Prabal Gurungs erster Herrenkollektion.

## Rezeption
Die Single wird sehr positiv und als solider Start für ein gelungenes Comeback der inzwischen gereiften Band gewertet. Sie stelle den „erfolgreichen Übergang von einer 2000er Boyband zu einer erwachsenen Männer-Band dar,“ indem sie Teenagerverliebtheit durch reife Sexualität ersetzt haben und nicht länger durch ihren eigenen Singlestatus die Fans zum Schwärmen bringen, sondern ihnen zeigen, „wie gesunde, glückliche und liebevolle Beziehungen aussehen und wie sie diese erstreben können.“ So erinnert das Lied auch mehr an eine Verbindung von Nicks und Joes musikalischen Tätigkeiten außerhalb der Band in den letzten Jahren als an den früheren Stil der Band vor 10 Jahren. Musikalisch wird es daneben besonders als eingängiger Ohrwurm gelobt und hervorgehoben.

### Ähnlichkeitsvorwurf
Fans der Band Portugal. The Man haben diese über soziale Medien auf Ähnlichkeiten von Sucker zu ihrem Song Feel It Still angesprochen. Die Band schrieb in ihren Antworten, sie sei nicht wütend, und wies selbst auf die Ähnlichkeit von Feel It Still zu dem Song Please Mister Postman der Marvelettes hin. In der Folge kam es auf YouTube zu diversen Bearbeitungen der beiden Songs zu Vergleichen und Mashups.

## Kommerzieller Erfolg

### Chartplatzierungen
Die Single stieg in der ersten Woche in den Billboard Hot 100 auf dem ersten Platz ein, den die Band damit zum ersten Mal erreichte. In dem Vereinigten Königreich schaffte es die Single das erste Mal für die Band in die Top 10 der Charts. In Deutschland erreichte sie als neuen Spitzenplatz für die Band in der zweiten Woche Platz 20 in den deutschen Singlecharts.
| ChartsChartplatzierungen       | Höchstplatzierung | Wochen |
| ------------------------------ | ----------------- | ------ |
| Deutschland (GfK)              | 20 (27 Wo.)       | 27     |
| Österreich (Ö3)                | 7 (28 Wo.)        | 28     |
| Schweiz (IFPI)                 | 12 (28 Wo.)       | 28     |
| Vereinigte Staaten (Billboard) | 1 (47 Wo.)        | 47     |
| Vereinigtes Königreich (OCC)   | 4 (27 Wo.)        | 27     |

| ChartsJahrescharts (2019)      | Platzierung |
| ------------------------------ | ----------- |
| Deutschland (GfK)              | 51          |
| Österreich (Ö3)                | 26          |
| Schweiz (IFPI)                 | 31          |
| Vereinigte Staaten (Billboard) | 10          |
| Vereinigtes Königreich (OCC)   | 29          |

| ChartsJahrescharts (2010–2019) | Platzierung |
| ------------------------------ | ----------- |
| Vereinigte Staaten (Billboard) | 88          |

### Auszeichnungen für Musikverkäufe
| Land/Region                  | Auszeichnungen für Musikverkäufe (Land/Region, Auszeichnung, Verkäufe) | Verkäufe  |
| ---------------------------- | ---------------------------------------------------------------------- | --------- |
| Australien (ARIA)            | 5× Platin                                                              | 350.000   |
| Belgien (BRMA)               | Platin                                                                 | 40.000    |
| Brasilien (PMB)              | Diamant                                                                | 160.000   |
| Dänemark (IFPI)              | 2× Platin                                                              | 180.000   |
| Deutschland (BVMI)           | Platin                                                                 | 400.000   |
| Frankreich (SNEP)            | Gold                                                                   | 100.000   |
| Italien (FIMI)               | Platin                                                                 | 50.000    |
| Kanada (MC)                  | 8× Platin                                                              | 640.000   |
| Mexiko (AMPROFON)            | 2× Platin                                                              | 120.000   |
| Neuseeland (RMNZ)            | 4× Platin                                                              | 120.000   |
| Polen (ZPAV)                 | 3× Platin                                                              | 150.000   |
| Portugal (AFP)               | 2× Platin                                                              | 20.000    |
| Spanien (Promusicae)         | 2× Platin                                                              | 120.000   |
| Vereinigte Staaten (RIAA)    | 5× Platin                                                              | 5.000.000 |
| Vereinigtes Königreich (BPI) | 2× Platin                                                              | 1.200.000 |
| Insgesamt                    | 1× Gold · 38× Platin · 1× Diamant ·                                    | 8.650.000 |

Hauptartikel: Jonas Brothers/Auszeichnungen für Musikverkäufe

### Auszeichnungen für Musikstreaming
| Land/Region  | Auszeichnungen für Musikverkäufe (Land/Region, Auszeichnung, Verkäufe) | Verkäufe   |
| ------------ | ---------------------------------------------------------------------- | ---------- |
| Japan (RIAJ) | Gold                                                                   | 50.000.000 |
| Insgesamt    | 1× Gold ·                                                              | 50.000.000 |

Hauptartikel: Jonas Brothers/Auszeichnungen für Musikverkäufe

### Weitere Auszeichnungen
Bei den MTV Video Music Awards 2019 wurde das Musikvideo zu Sucker in mehreren Kategorien nominiert und als Best Pop Video ausgezeichnet, womit es den Jonas Brothers ihren ersten MTV VMA Award einbrachte.